# Adriana Basile
Adriana Basile o Andreana Basile (c.1580-post.1642) fue una compositora y cantante italiana nacida en Posillipo y fallecida en Nápoles. Adaptó para su publicación en dos volúmenes la obra de cuentos de su hermano Giambattista Basile en 1634 y 1636,

## Biografía
Desde 1610 trabajó para la Familia Gonzaga en Mantua. Los miembros de su familia también trabajaron para la corte, incluyendo sus hermanos Giambattista Basile, un poeta y cuentista, Lelio Basile, un compositor, y sus hermanas, Margerita y Vittoria, que fueron ambas cantantes. Su marido, Mutio Baroni, y sus tres hijos, su hijo Camilo, y sus dos hijas, Leonora y Caterina también estuvieron en la corte. Leonora y Caterina fueron ambos cantantes de éxito por derecho propio.
Claudio Monteverdi declaró que Basile era un talentosa cantante al igual Francesca Caccini , que estaba en ese momento en la corte Médici.
Del duque Vincenzo Gonzaga, Basile recibió una baronía, y también fue bien vista por el hijo de Vincenzo Gonzaga, Francesco. Mientras seguía trabajando para la corte de Mantua, viajó a Florencia, Roma, Nápoles, y Módena. Actuó en Alessandro Guarini 's Licori, ovvero incanto L'd'amore. En 1626 se retiró del servicio de los Gonzaga, y se trasladó a Nápoles y luego Roma.
Ninguna de la música Basile sobrevive, pero se sabe que ha improvisado en la poesía, incluso en una competencia con Caccini, en noviembre de 1623.